# Ремо Галлі
Ремо Галлі (італ. Remo Galli; 3 липня 1912, Монтекатіні-Терме — 12 червня 1993, Пеша) — італійський футболіст, що грав на позиції нападника. По завершенні ігрової кар'єри — тренер.
Володар Кубка Італії у складі «Торіно».

## Ігрова кар'єра
У дорослому футболі дебютував 1929 року виступами за команду «Монтекатіні», в якій провів два сезони, взявши участь у 25 матчах чемпіонату. Згодом з 1931 по 1933 рік грав у складі команди «Прато», забивши 44 голи в дивізіоні Д-1. Бомбардира помітив клуб Серії В «Модена», який заплатив за гравця 26 000 лір. Трансфер виправдав себе, адже клуб до останнього боровся за вихід в Серію А, а сам Галлі став найкращим бомбардиром дивізіону з 34-ма голами.
Своєю грою Галлі привернув увагу представників тренерського штабу клубу «Амброзіана-Інтер», до складу якого приєднався 1934 року. В новій команді футболістові довелося конкурувати з легендарним Джузеппе Меаццою. Галлі зіграв лише 2 матчі і забив 1 гол.
1935 року перейшов у «Торіно». У новому клубі в першому ж сезоні виборов титул володаря Кубка Італії. У фіналі «Торіно» переміг «Алессандрію» з рахунком 5:1, а Ремо відзначився двома голами. Того ж року команда дебютувала в Кубку Мітропи. У розіграші Кубка Мітропи 1936 «Торіно» стартував з кваліфікаційного раунду, в якому зустрічався з швейцарським клубом «Берн». Італійська команда двічі розгромно перемогла — 4:1 і 7:1, а Галлі забив у цих матчах три голи. В наступному раунді «Торіно» зустрічався з угорським «Уйпештом». В домашньому матчі команда Галлі перемогла з рахунком 2:0, але у матчі-відповіді поступилась 0:5.
Після завершення сезону 1936/37 перейшов у клуб Серії А «Луккезе-Лібертас», де його кар'єра різко пішла на спад через травми. За два роки він зіграв лише 5 матчів. Протягом 1939—1946 років захищав кольори клубів «Модена», «Мачератезе», «Монтекатіні», «Прато», «Скафатезе», «Монтекатіні».
Завершив ігрову кар'єру у команді «Ночеріна», за яку виступав протягом 1946—1948 років.

## Кар'єра тренера
Розпочав тренерську кар'єру, ще продовжуючи грати на полі, 1942 року, очоливши тренерський штаб клубу «Скафатезе». Також був граючим тренером в клубах «Монтекатіні» і «Ночеріна». З останніми став переможцем Серії С.
Далі продовжував працювати переважно у клубах нижчих дивізіонів. Зокрема, у «Палермо», «Ліворно», «Емполі», «Монтекатіні», «Ночеріна», «Пістоєзе», «Луккезе-Лібертас» та «Матера». Також недовго входив до тренерського штабу клубу «Фіорентіна» у ролі помічника головного тренера.
Останнім місцем тренерської роботи був клуб «Скафатезе», головним тренером команди якого Ремо Галлі був з 1961 по 1962 рік.
Помер 12 червня 1993 року на 81-му році життя у місті Пеша.

## Статистика виступів

### Статистика виступів у кубку Мітропи
| №                      | Розіграш               | Стадія                 | Дата та місце проведення | Команда 1              | Рахунок | Команда 2 | Голи    |
| ---------------------- | ---------------------- | ---------------------- | ------------------------ | ---------------------- | ------- | --------- | ------- |
| 1                      | 1936                   | кв. раунд              | 07.06.1936 Берн          | Берн                   | 1:4     | Торіно    | 35' 73' |
| 2                      | 1936                   | кв. раунд              | 14.06.1936 Турин         | Торіно                 | 7:1     | Берн      | 64'     |
| 3                      | 1936                   | 1/8                    | 21.06.1936 Турин         | Торіно                 | 2:0     | Уйпешт    |         |
| 4                      | 1936                   | 1/8                    | 26.06.1936 Будапешт      | Уйпешт                 | 5:0     | Торіно    |         |
| Всього у кубку Мітропи | Всього у кубку Мітропи | Всього у кубку Мітропи | Всього у кубку Мітропи   | Всього у кубку Мітропи | 4       |           | 3       |

## Титули і досягнення

### Як гравця
- Володар Кубка Італії (1):

«Торіно»: 1935–1936
- Срібний призер чемпіонату Італії (1):

«Амброзіана-Інтер»: 1934–1935
- Бронзовий призер чемпіонату Італії (2):

«Торіно»: 1935–1936, 1936–1937
- Найкращий бомбардир Серії «В»:

«Модена»: 1933–1934 (32)
- Переможець Серії С:

«Ночеріна»: 1946—1947